# Gramática de restricciones
Gramática de restricciones (en inglés "Constraint Grammar", CG) es un tipo de gramática que se usa para la desambiguación léxica. También se usa en análisis superficial de oraciones. Normalmente las gramáticas de restricciones tienen más de mil reglas lingüísticas. El concepto fue lanzado por Fred Karlsson en el año 1990, y ahora hay implementaciones para un gran número de idiomas.